# Witold Stankowski
Witold Stankowski (ur. 26 lipca 1966 w Kartuzach) – polski historyk, politolog specjalizujący się w historii najnowszej, badacz historii drugiej wojny światowej, dziejów Europy, Unii Europejskiej i powojennych Niemiec. Biografista, autor biografii m.in. Szymona Wiesenthala, Witolda Pileckiego, Witolda Mystkowskiego.

## Życiorys
Pochodzi z rodziny nauczycielskiej. Ojciec, Leon Stankowski, był nauczycielem na Mazurach (Działdowo, Rywoczyny) i Pomorzu Gdańskim (Pierszczewo), i absolwentem Seminarium Nauczycielskiego w Wejherowie (1928 r.).
Witold Stankowski jest absolwentem Liceum im. Józefa Wybickiego w Kościerzynie. W 1989 roku ukończył studia historyczne na Uniwersytecie Gdańskim. Rozpoczął pracę jako asystent w Instytucie Historii w Wyższej Szkole Pedagogicznej w Bydgoszczy (przemianowanej na Uniwersytet Kazimierza Wielkiego w Bydgoszczy).
W 1995 roku z wyróżnieniem obronił pracę doktorską pt. Wysiedlenie ludności niemieckiej z Pomorza Gdańskiego w latach 1945–1950 (promotor prof. zw. dr hab. Włodzimierz Jastrzębski). Został doktorem nauk humanistycznych w zakresie historii. W 2002 roku uzyskał na Uniwersytecie Gdańskim stopień doktora habilitowanego na podstawie dorobku naukowego i pracy pt. Obozy i inne miejsca odosobnienia dla niemieckiej ludności cywilnej w Polsce w latach 1945–1950. Ponadto ukończył studia podyplomowe w zakresie administracji i zarządzania. 
W 2022 r. obronił drugą pracę doktorską w Instytucie Prawa Uniwersytetu SWPS w Warszawie. Uzyskał stopień doktora nauk społecznych w dyscyplinie prawo.
Od 1 października 2004 roku profesor nadzwyczajny Uniwersytetu Jagiellońskiego zatrudniony w Instytucie Europeistyki na Wydziale Studiów Międzynarodowych i Politycznych. Od 12 maja 2011 r. profesor zwyczajny. W kwietniu 2012 r. został wybrany na funkcję rektora Państwowej Wyższej Szkoły Zawodowej im. rtm. Witolda Pileckiego w Oświęcimiu. W latach 2008–2012 dyrektor Instytutu Politologii tej uczelni. Na XXIII Zgromadzeniu Plenarnym we wrześniu 2015 r. w Nowym Targu został wybrany Przewodniczącym Konferencji Rektorów Publicznych Szkół Zawodowych. Od 2021 r. wybrany przez aklamację na Honorowego Przewodniczącego Konferencji Rektorów Publicznych Uczelni Zawodowych.
Stypendysta Fundacji na Rzecz Nauki Polskiej, Niemieckiej Centrali Wymiany Akademickiej (DAAD), Fundacji Humboldta oraz Bundestagu. Odznaczony Srebrnym Krzyżem Zasługi za działania na rzecz pojednania polsko-niemieckiego. Członek komisji ds. organizacyjnych i legislacyjnych Konferencji Rektorów Akademickich Szkół Polskich. Zwycięzca IV edycji konkursu czytelników Włocławka na najlepszą książkę historyczną 2011 r. za książkę pt. Nie umrę śmiercią naturalną....
Rodzina: żona Beata z zawodu nauczycielka, dzieci - 3 synów: Waldemar, Przemysław i Jan.

## Książki
- W. Stankowski, Niemcy na Pomorzu Gdańskim i Kujawach w latach 1944/1945 – 1950. Ucieczka, życie codzienne, wysiedlenie, Bydgoszcz 2000, ss. 285.
- W. Stankowski, Lager für Deutsche in Polen am Beispiel Pommerellen / Westpreußen. Dursicht und Analyse der polnischen Archivalien, Bonn 2001, s. 206.
- W. Stankowski, Obozy i inne miejsca odosobnienia dla niemieckiej ludności cywilnej w Polsce w latach 1945-1950, Bydgoszcz 2002, s. 415.
- Wspólna czy podzielona pamięć? Obóz Potulitz/Lebrechtsdorf/Potulice w latach 1941-1945 i jego powojenne losy 1945-1949, Praca zbiorowa pod red. G. Bekkera, W. Stankowskiego, Bydgoszcz 2007, ss. 288.
- D. Kanarek-Lizik, W. Stankowski, Z dziejów jednostek penitencjarnych na Pomorzu Gdańskim. Historia Aresztu Śledczego w Bydgoszczy, Bydgoszcz 2008, t.I, ss. 178.
- K. Koźbiał, W. Stankowski, Konstytucja Księstwa Liechtenstein. Naród-państwo-polityka, Wydawnictwo Uniwersytetu Jagiellońskiego Kraków 2009, ss. 135.
- W. Stankowski, Szymon Wiesenthal. Biografia, Książka i Wiedza 2009, ss. 295.
- Wolni i zniewoleni. Rtm. Witold Pilecki i inni więźniowie KL Auschwitz wobec nowej rzeczywistości powojennej, Praca zbiorowa pod redakcją Witolda Stankowskiego, Oświęcim 2010 r. ss. 186.
- W. Stankowski, Nie umrę śmiercią naturalną… . Janina Lech harcerka, poetka, ofiara hitlerowskiego bezprawia oraz jej rodzina. Zapomniani włocławscy bohaterowie, Włocławek 2010, ss. 185.
- Europeistyka. Leksykon, Redakcja naukowa Witold Stankowski, Wydawnictwo Naukowe PWN Warszawa 2011, ss. 436.
- W. Stankowski, Witold Mystkowski, Ostatni prezydent miasta Włocławka Drugiej Rzeczypospolitej. Życie- działalność- losy. Biblioteka Prezydentów Miasta Włocławka, Włocławskie Towarzystwo Naukowe Włocławek 2012, s. 256.

## Odznaczenia, nagrody i wyróżnienia

### Ordery i odznaczenia
- Srebrny Krzyż Zasługi za wkład w normalizację stosunków polsko-niemieckich
- Krzyż Zasługi na Wstędze Orderu Zasług Republiki Federalnej Niemiec (2018)
- Medal Komisji Edukacji Narodowej

### Nagrody i wyróżnienia
- Nagroda Indywidualna I stopnia Rektora Państwowej Wyższej Szkoły Zawodowej w Oświęcimiu za pracę dydaktyczną i organizacyjną 2008 i 2009
- Nagroda Zespołowa I stopnia Rektora Uniwersytetu Jagiellońskiego za osiągnięcia w pracy naukowej 2009 r.
- Nagroda Indywidualna I stopnia Rektora Uniwersytetu Jagiellońskiego 2010 r.
- Wyróżnienie Prezydenta Miasta Włocławek za książkę Nie umrę śmiercią naturalną... (12 maja 2011)
- Nagroda Indywidualna III stopnia Rektora Uniwersytetu Jagiellońskiego 2012 r.